# Evgenija Kuznecova
Evgenija Petrovna Kuznecova (in russo Евгения Петровна Кузнецова?; San Pietroburgo, 18 dicembre 1980) è un'ex ginnasta russa naturalizzata bulgara.
Ha partecipato alle Olimpiadi 1996 ed alle Olimpiadi 2004, in questa seconda occasione in rappresentanza la Bulgaria.

## Palmarès
Le medaglie elencate sono state conquistate in rappresentanza della Russia.

### Olimpiadi
- 1 medaglia:
  - 1 argento (Atlanta 1996 nel concorso a squadre)

### Mondiali
- 2 medaglie:
  - 2 argenti (Losanna 1997 nel concorso a squadre; Tianjin 1999 nel concorso a squadre)

### Europei
- 3 medaglie:
  - 2 ori (San Pietroburgo 1998 nella trave di equilibrio; Parigi 2000 nel concorso a squadre)
  - 1 argento (San Pietroburgo 1998 nel concorso a squadre)